# 理查德·克拉肖
理查德·克拉肖（约1613年 - 1649年8月21日）是一位英国诗人、教师、盎格魯大公主義聖公宗牧师。晚年皈依天主教。
理查德·克拉肖的父親是聖公宗神學家，而且極力反對天主教。父亲去世后，理查德·克拉肖就读于查特豪斯公學和剑桥大学彭布罗克学院。获得学位后，克拉肖在剑桥大学彼得学院任教，并开始发表基督教宗教诗歌，歌頌上帝、耶稣、瑪利亞及圣徒。
理查德·克拉肖之後成為英格蘭教會牧师。不過理查德·克拉肖是一位保皇黨，而且開始轉而支持天主教。
1643年，奥利弗·克伦威尔控制劍橋後，克拉肖逃到法国，然后又逃到教宗国。他在罗马擔任一位樞機的侍从。在流亡期间，他正式皈依天主教。 1649年4月，克拉肖成為圣家圣殿的一位神職人員，四个月后，克拉肖去世。